# Prădătorul din orașul de la marginea lumii
„Prădătorul din orașul de la marginea lumii” (în engleză „The Prowler in the City at the Edge of the World”) este o povestire științifico-fantastică din 1967 scrisă de Harlan Ellison. A apărut prima dată în 1967 în volumul Viziuni periculoase (în engleză Dangerous Visions) editat de Harlan Ellison. În limba română volumul și povestirea au apărut la Editura Trei, în anul 2013.

## Prezentare
Povestirea a fost scrisă de Harlan Ellison ca o continuare a povestirii „A Toy for Juliette” („O jucărie pentru Julieta”) de Robert Bloch.
Jack Spintecătorul apare inexplicabil într-o metropolă sterilă din viitor, unde oricine este liber să facă tot ce dorește. El este adus înaintea Juliettei, o fată care poartă numele romanului Marchizului de Sade.
După ce a ucis-o pe Juliette (spre deliciul bunicului ei), Jack Spintecătorul este dus înapoi în Londra din timpul său, unde comite o altă crimă infamă. El este surprins să descopere că există alte prezențe mentale sau personalități care coexistă în propria minte, comentând brutalitatea actelor sale ca și cum ar fi spectatori la o reprezentație teatrală sau esteți care apreciază o operă de artă într-un muzeu.
Locuitorii orașului din viitor au puteri de manipulare a materiei, călătorie în timp și telepatie. Ei pot citi și manipula mintea lui Jack. Ei fac aceste lucruri pentru propriul lor amuzament malign ca să-l expună mental la propriile sale pofte, dorințe și dușmănii mărunte; înainte de intervenția lor, Jack și-a suprimat conștientizarea acestor îndemnuri. El își dă seama că s-a auto-convins că uciderile sale au fost pur moraliste ca intenție, menite să atragă atenția asupra nedreptăților, inegalităților, nemerniciei sociale și degradării societății victoriene industriale. Spre disperarea lui Jack, motivațiile sale de bază, cele reale, îi sunt dezvăluite complet de către locuitorii orașului din viitor, după care aceștia sunt încântați de angoasa lui psihologică.
El este rechemat în orașul viitorului de către locuitorii săi. Înfuriat, el omoară pe unul dintre chinuitorii săi. Jack este păcălit de locuitorii orașului din viitor să creadă că această crimă a provocat o degradare în societatea lor și că au pierdut controlul asupra funcționării orașului. Implicit este făcut să creadă că are toată puterea în mâinile sale și că este un rău incontrolabil. El începe o campanie de crime pentru a-i îngrozi pe locuitorii orașului și pentru a-i pedepsi pentru manipularea lor. După ce a ucis cu brutalitate zeci de locuitori ai orașului din viitor într-o veritabilă frenezie de poftă de sânge, Jack află spre groaza sa că locuitorii orașului din viitor pur și simplu l-au manipulat din nou pentru a-și trăi dorința decadentă de divertisment. Supraviețuitorii îl dezarmează, lăsându-l să cutreiere străzile orașului fără scop. El plânge cu voce tare că este cu adevărat un „om rău”, un om care trebuie respectat și temut, mai degrabă decât batjocorit și aruncat deoparte.

## Legături externe
- en  Istoria publicării lucrării Prădătorul din orașul de la marginea lumii la Internet Speculative Fiction Database

## Vezi și
- 1967 în științifico-fantastic